# Giro del Piemonte 1906
Il Giro del Piemonte 1906, prima storica edizione della corsa, si svolse il 13 maggio 1906 su un percorso di 320 km. La vittoria fu appannaggio dell'italiano Giovanni Gerbi, che completò il percorso in 11h21'03", precedendo i connazionali Battista Danesi e Luigi Ganna.
Sul traguardo di Alessandria 10 ciclisti, su 20 partiti dalla medesima località, portarono a termine la competizione.

## Ordine d'arrivo (Top 10)
| Pos. | Corridore            | Squadra         | Tempo      |
| ---- | -------------------- | --------------- | ---------- |
| 1    | Giovanni Gerbi       | Maino           | 11h18'48"  |
| 2    | Battista Danesi      | Rudge           | a 41'36"   |
| 3    | Luigi Ganna          | OTAV            | a 48'33"   |
| 4    | Carlo Galetti        | OTAV            | a 56'57"   |
| 5    | Ferruccio Mirancelli | -               | a 1h08'10" |
| 6    | Mario Gaioni         | Bianchi-Pirelli | a 1h08'14" |
| 7    | Cesare Brambilla     | Rudge           | a 1h30'33" |
| 8    | Alfredo Jacorrossi   | -               | a 1h37'04" |
| 9    | Eberardo Pavesi      | OTAV            | a 1h58'48" |
| 10   | Giovanni Rossignoli  | Turkheimer      | a 2h11'50" |